# 24 v.Chr.
Het jaar 24 v.Chr. is een jaartal volgens de christelijke jaartelling.

## Gebeurtenissen

### Italië
- Caesar Augustus wordt door de Senaat voor de tiende maal herkozen tot consul van het Imperium Romanum.
- In Rome breekt hongersnood uit; Augustus voert graan in vanuit Egypte en verdeelt het aan de armen in de stad.

### Egypte
- De stad Nicopolis in Egypte wordt gesticht door Augustus.

## Geboren
- Publius Petronius, Romeins consul en veldheer (overleden 46)